# Pierre Chalmin
Pour les articles homonymes, voir Chalmin.
Pierre Chalmin (né le 25 avril 1968 à Paris) est un écrivain français.

## Biographie
À la fin des années 1980, il prépare le concours de la rue d’Ulm (lycées Louis-le-Grand et Henri-IV) mais échoue. Il entreprend alors des études de droit et obtient un DEUG mention Droit à l'université Paris II-Assas.
Il collectionne les métiers les plus divers : 
- enseignant (français, latin, philosophie),
- éditeur à l’enseigne Pierre Chalmin-Arléa, Pierre Chalmin-L’Age d’Homme, Chalmin & Perrin, Pierre Chalmin éditeur,
- nègre[1],
- pigiste (au Quotidien de Paris, à Jeune Afrique),
- publicitaire (agence Louis-XIV),
- sous-titreur (France 2)[2],[3].

En 1999, il signe pour s'opposer à la guerre en Serbie la pétition « Les Européens veulent la paix », initiée par le collectif Non à la guerre.
Il est l’auteur :
- d’un roman, Le petit crevé, en  1995,
- d’un journal intime, Mauvaises fois, en 1999,
- de Napoléon Bonaparte en verve, en 2002,
- d’un dictionnaire consacré à Marcel Aymé paru sous le titre L’Art d’Aymé en 2004,
- de Terre humaine - Une anthologie en 2005,
- d’un recueil de nouvelles, Perdu en mer, en 2007[1],
- du livre Les Quatre Saisons des Brèves de comptoir en 2009,
- de Ta gueule Bukowski ! Dictionnaire des injures littéraires en 2010[3],[6], « un "dictionnaire" qui n'en est pas vraiment un. Sauf à considérer que le genre s'applique à toute compilation de citations classées par ordre alphabétique »[7],
- du livre Le crétin tel qu'on le parle ou le jargon des élites en 2013,
- du dictionnaire Le Dicodard en 2015.

En 2012, il crée la collection « L'histoire de France selon le Grand Dictionnaire universel du XIXe siècle » chez Pocket, où il a publié les monographies de Charlemagne, Saint Louis, Louis XIV et Napoléon Ier,. 

## Accueil critique
L'Art d'Aymé (2004) est qualifié par le critique de la revue Éléments pour la civilisation européenne de « merveilleuse anthologie abécédaire », de « dictionnaire qui fait ressortir , au travers de quelque 1500 citations, l'incroyable richesse de pensée de cet "écrivain de génie" » qu'est Marcel Aymé. Pour le critique littéraire de la revue Le Spectacle du monde, « Pierre Chalmin a eu une riche idée que de se plonger dans cette œuvre copieuse, pour en tirer formules et devises ».
Le Dictionnaire des injures littéraires est, selon Laurent Martinet, de L'Express, « un jeu de massacre des grandes figures littéraires [...] drôle, jusqu'à un certain point. » Le journaliste précise que « l'hilarité n'est pas toujours de mise dans ce livre qui se veut "d'humour" », ainsi avec les injures portées par Céline à l'adresse de Proust. Il ajoute que « les "injures" citées ne méritent pas toujours leur nom, comme dans le cas de Boris Vian autopsié par Matthieu Galey ».

## Ouvrages
- Le Petit Crevé, roman, Le Dilettante, 1995, 288 pages
- Une saison à Cadix, Arléa, 1997
- Mauvaises fois, journal, Éditions L'Âge d'Homme, 1999
- « Abécédaire féminin », pp. 61-65, in Aux sources de l'éternel féminin : pour en terminer avec tous les conformismes (dir. Arnaud Guyot-Jeannin), Éditions L'Âge d'Homme, Feminity, 222 pages
- Napoléon moraliste, Perrin & Perrin, 2001
- Napoléon Bonaparte en verve, Pierre Horay, 2004, 124 pages ; nouvelle édition, 2016
- L'Art d'Aymé, dictionnaire, Le Cherche midi, 2004 (compte rendu dans Le Spectacle du monde, fasc. 497-500, 2004 ; idem dans Éléments pour la civilisation européennes, fasc. 112-119, 2004)
- Terre humaine - Une anthologie, présentation de la collection dirigée par Jean Malaurie, Plon-Pocket, 2005, 688 pages ; édition revue et augmentée, 2015
- Perdu en mer, nouvelles, Lorisse, 2007
- Les Quatre Saisons des Brèves de comptoir, d'après Jean-Marie Gourio, Pocket, 2009, 731 pages
- Ta gueule Bukowski ! Dictionnaire des injures littéraires, L'Éditeur, 2010 [7]
- Dictionnaire des injures littéraires, Le Livre de Poche, 2012
- (en collaboration) Philippe Muray, Éditions du Cerf, 2011
- Sorties de crises, Trinôme éditions, 2012
- Charlemagne, cet illustre barbare ; Saint Louis, moine ou roi ? ; Napoléon Ier, Bonaparte et Napoléon ; Louis XVI, autant d'ineptie que de cruauté, d'après Pierre Larousse, Pocket, 2012
- Le crétin tel qu'on le parle ou le jargon des élites, Les Éditions de Paris, Max Chaleil, Collection « Actuels », 2013, 77 pages (compte rendu de Michel Host, sous le titre « Le crétin tel qu'on le parle, Pierre Chalmin », lacauselitteraire.fr, 23 août 2013)
- Le Dicodard, Fleuve éditions, 2015
- Petits Préceptes de vie selon Kierkegaard, Robert Ferguson, Pocket, 2015 (traduction)
- Petits Préceptes de vie selon Nietzsche, John Armstrong, Pocket, 2015 (traduction)
- Petits Préceptes de vie selon Bergson, Michael Foley, Pocket, 2015 (traduction)
- Les Rois de France pour les nuls, éditions First, 2015, 384 pages
- Les Reines de France pour les nuls, éditions First, 2017, 458 pages